# Sant Hilari Sacalm
Sant Hilari Sacalm – gmina w Hiszpanii, w prowincji Girona, w Katalonii, o powierzchni 83,69 km². W 2011 roku gmina liczyła 5753 mieszkańców.